# Kamendaka nivea
Kamendaka nivea är en insektsart som först beskrevs av Walker 1870.  Kamendaka nivea ingår i släktet Kamendaka och familjen Derbidae. Inga underarter finns listade i Catalogue of Life.